# Metropolitano de Roterdão

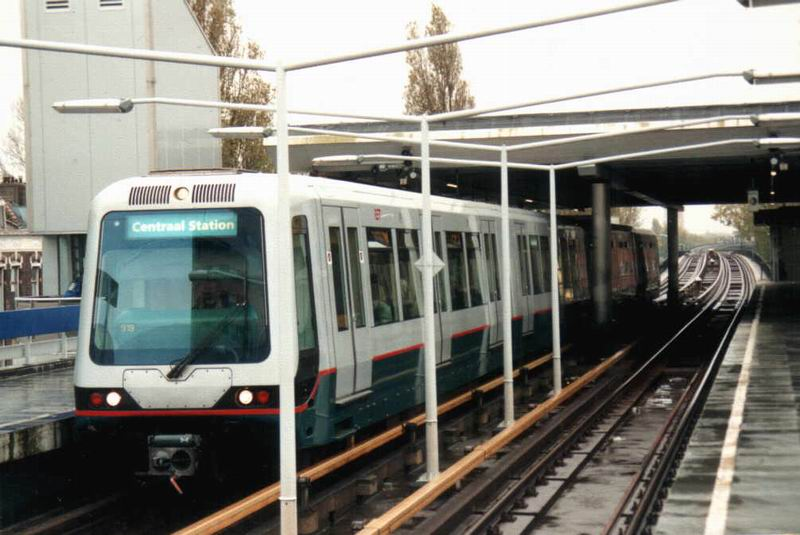
Metro na estação Rijnhaven

O metro de Roterdão é o sistema de metropolitano que opera na cidade de Roterdão, nos Países Baixos. Foi o primeiro sistema deste género a aparecer na Holanda. A única linha que o constituía em 1968, data de abertura, era a linha Noord - Zuid (Norte - Sul), que circulava entre as estações Centraal Station e Zuidplein, atravessando o rio Nieuwe Maas através de um túnel. Era também, nessa época, a mais curta linha de metro existente no mundo, com apenas 5,9km de comprimento.
Atualmente, o metro de Roterdão opera cinco linhas, nomeadas com as letras de A a E. Estas linhas servem de conexão a vários bairros e zonas suburbanas da cidade. É o maior sistema de metro dos Países Baixos, com mais de 100km de extensão, e transportando mais de 300 000 passageiros diariamente.

## História
A primeira linha do metro de Roterdão abriu a 9 de Fevereiro de 1968, recebendo o nome Noord-Zuidlijn (linha norte-sul). Inicialmente tinha apenas 6km de comprimento, e circulava entre as estações Centraal Station e Zuidplein. Poucos anos depois, a linha foi expandida até à estação Zalmplaat.
Em 1982, foi aberta uma segunda linha, então chamada Oost-Westlijn (linha este-oeste). Esta linha corria entre as estações Coolhaven e Capelsebrug. Um ano mais tarde, a linha foi expandida até à estação Binnenhof, pouco tempo depois a De Tochten, e em 1986 à estação Marconiplein. Entretanto, a linha norte-sul via uma expansão até ao subúrbio de Spijkenisse, terminando na estação De Akkers.
No início dos anos 90, as duas linhas então existentes foram renomeadas. A linha norte-sul recebeu o nome do famoso filósofo e humanista Erasmo de Roterdão, enquanto que a linha este-oeste recebeu o nome de outro importante habitante da cidade, o engenheiro Pieter Caland.
Em 1994, uma variante da linha Caland foi aberta que ligava a Capelle an den IJssel, e em 2002 uma nova expansão que conectava esta linha com a linha Erasmus na estação Tussenwater, e que seguia em paralelo com esta linha até De Akkers.
No mesmo ano, os nomes das linhas foram alterados de novo. As variantes da linha Caland foram separadas, com a variante que circulava entre Capelle an den IJssel e Spijkenisse recebendo o nome linha C. As outras variantes, que por esta altura circulavam apenas até à estação Schiedam Centrum, receberam os nomes linha A, para a que circulava até Binnenhof, e linha B, para a que circulava até De Tochten. A linha Erasmus, por outro lado, foi renomeada como linha D. Os nomes adotados nessa altura são os nomes atuais das linhas.
Em 2006, a antiga linha ferroviária de Hofplein, que havia sido fechada, foi convertida numa nova linha de metro, a linha E, que circulava entre as estações Hofplein e Nootdorp. No final desse ano, a linha foi expandida até Den Haag Centraal. Em 2010, a linha foi expandida através de um túnel à estação de Rotterdam Centraal, e no ano seguinte começou a circular juntamente com a linha D até à estação de Slinge. Esta nova linha é operada em conjunto com a RandstadRail.
Outra antiga linha ferroviária, a linha de Hoek van Holland, em operação até 2017, foi também convertida para metro em 2019, abrindo como uma extensão da linha B. Com esta expansão, a linha A passou também a circular até Vlaardigen. Em 2023, uma estação nova, Hoek van Holland Strand, conectou a anterior estação terminal, Hoek van Holland Haven, à praia mais próxima.

## Rede

Diagrama do metro de Roterdão.

| Linha   |                        |                    |
| ------- | ---------------------- | ------------------ |
| Linha A | Vlaardigen West        | Binnenhof          |
| Linha B | Hoek van Holand Strand | Nesselande         |
| Linha C | De Akkers              | De Terp            |
| Linha D | De Akkers              | Rotterdam Centraal |
| Linha E | Slinge                 | Den Haag Centraal  |